# Pierścionek (film)
Pierścionek – amerykański melodramat z 1996 roku na podstawie powieści Danielle Steel.

## Główne role
- Nastassja Kinski – Ariana von Gotthard
- Michael York – Walmar von Gotthard
- Rupert Penry-Jones – Gerhard von Gotthard
- Carsten Norgaard – Kapitan Manfred Von Tripp
- Tim DeKay – Max Thomas
- Alessandro Nivola – Noel
- Linda Lavin – Ruth Liebman
- James Sikking – Sam Liebman
- Jon Tenney – Paul Liebman
- Elizabeth Barondes – Tammy Liebman
- Leslie Caron – Madame de Saint Marne

## Fabuła
Podczas II wojny światowej młoda Niemka zostaje rozdzielona od swojej rodziny i osadzona w więzieniu przez nazistów. Po wyjściu na wolność zakochuje się w niemieckim oficerze i wychodzi za niego za mąż. Kiedy Berlin zostaje zdobyty przez Armię Czerwoną, a jej mąż zabity, będąc w ciąży odlatuje do USA...